# Медицински факултет Универзитета у Новом Саду
Медицински факултет (званично Медицински факултет Нови Сад) је високообразовна установа Универзитета у Новом Саду на којој се обављају студије првог, другог и трећег степена, као и студије за иновацију знања и стручног образовања из области медицине. Студирање се спроводи на српском и енглеском језику.
На факултету се организују студијски програми за стицање звања доктор медицине, доктор стоматологије и магистар фармације. Програми се спроводе у виду интегрисаних студија у трајању од дванаест семестара за студије медицине, односно десет семестара за студије стоматологије и фармације. Поред ових, реализују се и академске и струковне студије здравствене неге (прве студије овакве врсте у Србији и региону). На Факултету се организују и студије другог и трећег степена, као и програми за специјализације и стручно усавршавање.
Студије се остварују на основу акредитованих програма за стицање високог образовања у складу са правилима студирања заснованим на европском систему преноса и акумулације бодова. Наставни програми обједињују базично предмедицинско образовање са базичним медицинским образовањем.
Настава се одвија у институтима за базичну премедицинску и медицинску едукацију, заводима за образовање из превентивних грана медицине као и на 29 клиника и 8 регионалних здравствених центара широм Војводине. Од школске 2005/06 године настава се реализује по новом Плану и програму студија који је усклађен са плановима и програмима медицинских факултета у окружењу и Европи, односно са препорукама Болоњске декларације.

## Историјат
Факултет је основан 18. маја 1960, а прво предавање је одржано из хемије 15. октобра те године. Предавања су одржавана у различитим образовним институцијама све до 1965, када је изграђена нова зграда у непосредној близини новосадског Клиничког центра. Први декан факултета је био проф. др Никола Вујић (од 1960. до 1962. године).

### Декани
- проф. др Никола Вујић (1960—1962),
- проф. др Драгољуб Димковић (1962—1964),
- проф. др Милош Араницки (1964—1965),
- проф. др Радивој Милин (1965—1969),
- проф. др Страхиња Маринков (1969—1970),
- проф. др Радивој Милин (1970—1971),
- проф. др Стојан Вучковић (1971—1973),
- проф. др Михаило Бајић (1973—1977),
- проф. др Душан Н. Поповић (1977—1981),
- проф. др Александар Свирчевић (1981—1988),
- проф. др Александар Момчиловић (1988—1992),
- проф. др Павле Будаков (1992—2000),
- проф. др Стеван Поповић (2000—2009)
- проф. др Никола Грујић (2009—2015 )
- проф. др Снежана Бркић (актуелни декан од 2015. године ).[5]

## Заводи и катедре
- завод за анатомију,
- завод за физиологију,
- завод за фармацију,
- завод за фармакологију, токсикологију и клиничку фармакологију.
- катедра општеобразовних предмета,
- катедра за анатомију,
- катедра за биохемију,
- катедра за дерматовенеролошке болести,
- катедра за епидемиологију,
- катедра за фармацију,
- катедра за фармакологију и токсикологију,
- катедра за физиологију,
- катедра за геријатрију,
- катедра за гинекологију и акушерство,
- катедра за хигијену,
- катедра за хирургију,
- катедра за хистологију и ембриологију,
- катедра за инфективне болести,
- катедра за интерну медицину,
- катедра за медицинску рехабилитацију,
- катедра за медицину рада,
- катедра за микробиологију са паразитологијом и имунологијом,
- катедра за неурологију,
- катедра за офталмологију,
- катедра за онкологију,
- катедра за општу медицину,
- катедра за оториноларингологију,
- катедра за патологију,
- катедра за патолошку физиологију,
- катедра за педијатрију,
- катедра за психијатрију и медицинску рехабилитацију,
- катедра за радиологију,
- катедра за социјалну медицину и здравствену статистику са информатиком,
- катедра за стоматологију,
- катедра за стоматологију са максилофацијалном хирургијом,
- катедра за судску медицину,
- катедра за ургентну медицину,
- катедра за здравствену негу.